# 安祥院 (京都市)
安祥院（あんしょういん）は、京都市東山区にある浄土宗の寺院。山号は東山。本尊は阿弥陀如来。境内の地蔵堂に安置される地蔵尊は日数を決めて祈願すれば諸願成就するとされ、日限地蔵（ひぎりじぞう）と呼ばれる。洛陽六阿弥陀めぐり第4番札所。

## 歴史
天慶5年（942年）、天台座主尊意が朱雀天皇の勅願によって、乙訓郡大藪郷（現・南区久世大藪町）に創建した天台宗寺院である大薮山仁王護国院が起源とされる。
文永年間（1264年 - 1274年）に蓮寂上人が再興し、寺号を安祥院に改める。
江戸時代まで荒廃と復興を繰り返した後、享保10年（1725年）に養阿（木食上人）が寺基を現在地に移して阿弥陀如来を本尊とする浄土宗の寺院として中興した。同時に、養阿は洛陽六阿弥陀めぐりを創設している。

## 境内
- 本堂 - 享保12年（1727年）4月再建。
- 地蔵堂 - 祀られている日限地蔵は養阿が享保15年（1730年）に霊元天皇らの寄進を受けて作ったものである。
- 庫裏
- 豊川稲荷社
- 鐘楼
- 大弁財天社
- 五重石塔
- 木食養阿の墓
- 梅田雲浜の墓
- 大高忠兵衛の墓
- 山門

## 文化財

### 京都市保存樹
- 山桜

## 前後の札所
洛陽六阿弥陀めぐり
3 清水寺阿弥陀堂　-　4 安祥院　-　5 安養寺（倒蓮華寺）
通称寺の会（日限地蔵）

## 交通
- 市バス「五条坂」下車、徒歩5分